# Rue Newton
La rue Newton est une voie du 16e arrondissement de Paris, en France, nommée d'après Isaac Newton (1642-1727).

## Situation et accès
La rue Newton est une voie publique située dans le 16e arrondissement de Paris. Elle débute au 73, avenue Marceau et se termine au 82, avenue d'Iéna.

## Origine du nom

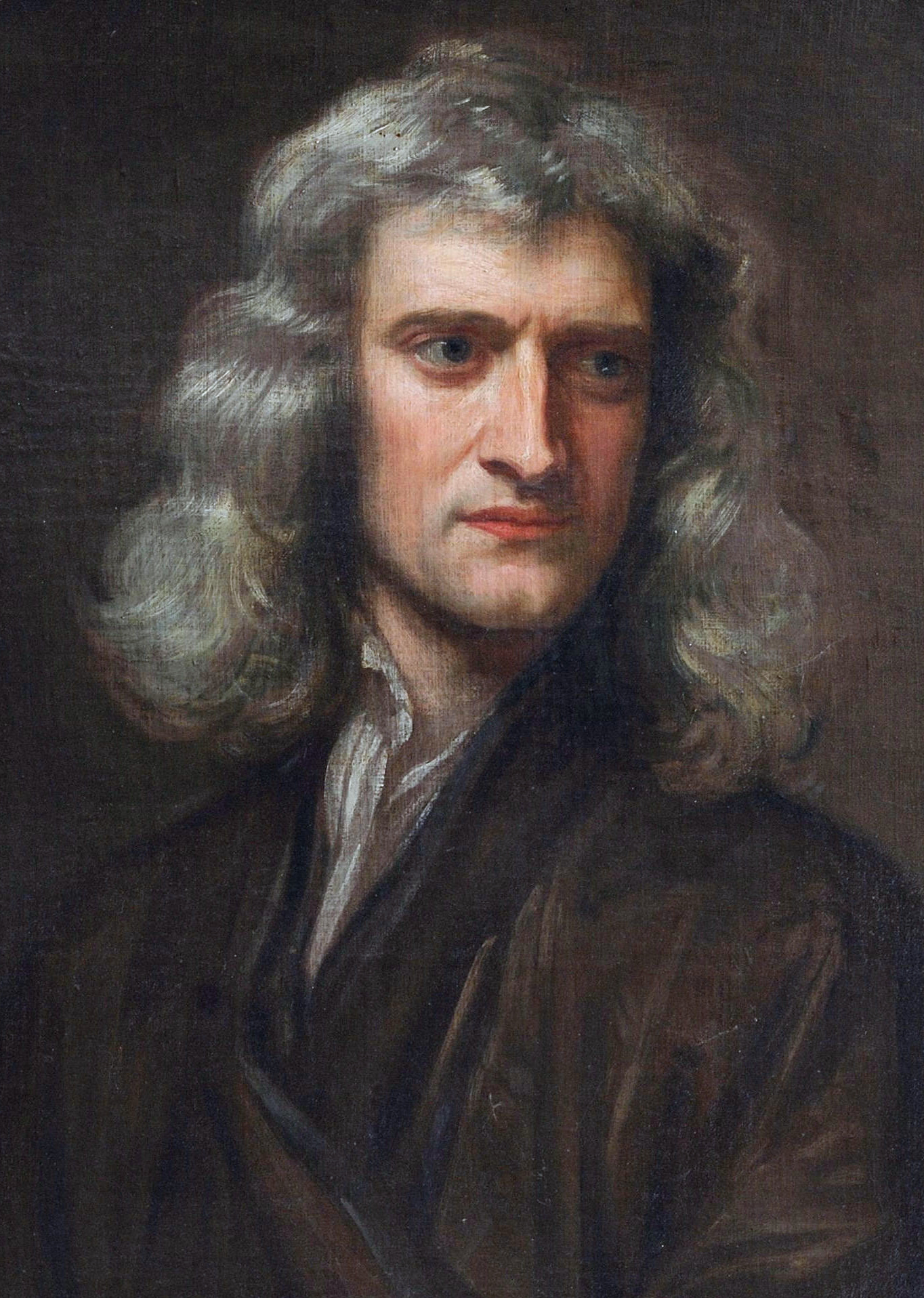
Isaac Newton, en 1689.

Elle porte le nom du mathématicien anglais, Isaac Newton, qui découvrit les lois de l'attraction universelle.

## Historique
Cette rue est ouverte sous sa dénomination actuelle par une ordonnance du 18 mars 1836.
- No 11 : Centre international de hautes études agronomiques méditerranéennes (CIHEAM).

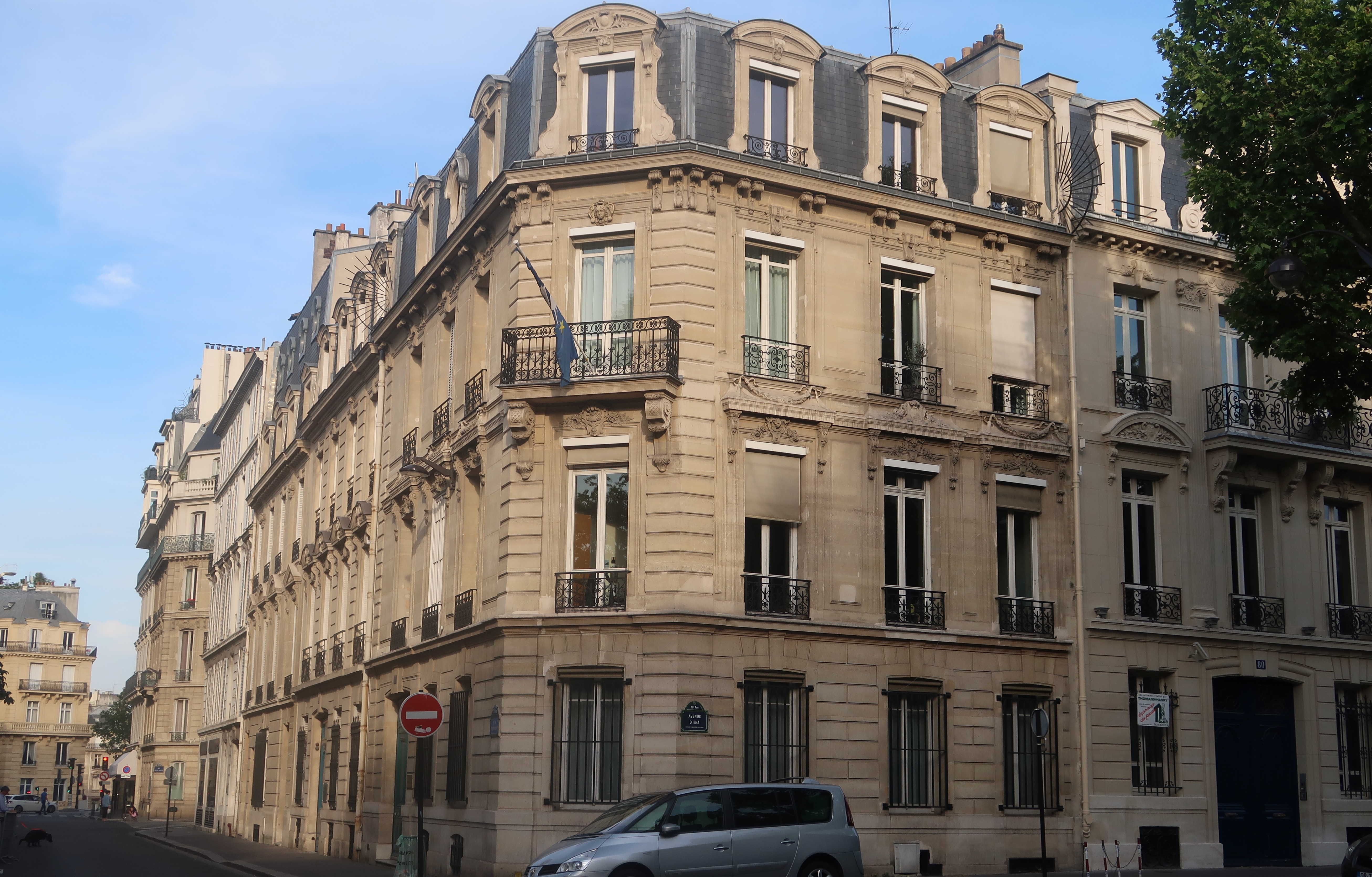
No 11, au croisement avec l'avenue d'Iéna.